# Vale de Anniviers
O Val d`Anniviers é um vale no cantão suíço do Valais cujo nome provém da comuna suíça de Anniviers, comuna que foi formada a partir das localidades de Ayer, de Grimentz, de Saint-Jean, de Vissoie, de Saint-Luc, e de Chandolin
O vale está situado no distrito de Sierre e vem encontrar-se com a margem esquerda do Ródano junto a esta localidade, Sierre.
Quando se sobe o vale, este separa-se perto de Vissoie; a Oeste o vale de Moiry onde fica a aldeia de Grimentz, e a Leste o vale de Zinal por onde correu o glaciar de Zinal e se estende até ao Zinalrothorn e ao Weisshorn.